# 西光寺 (品川区)
西光寺（さいこうじ）は、東京都品川区にある浄土真宗本願寺派の寺院。

## 概要
1286年（弘安9年）、天台宗の僧侶だった栄順によって開山された。口伝では958年（天徳2年）ともいわれている。
1638年（寛永15年）、浄土真宗に転宗したといわれている。しかし、当寺に伝わる過去帳によれば、歴代住職は栄順以来世襲となっていることから、開山直後に浄土真宗に転宗し、その後一時的に天台宗に復帰し、寛永期に浄土真宗に再転宗したものと推測される。
江戸時代、当寺は桜の名所で、数多くの桜が植えられていた。「醍醐桜(だいござくら)」「姥桜(うばざくら)」「児桜(ちござくら)」と呼ばれる名木があったが、1893年（明治26年）の火事で壊滅的な打撃を受けた。かろうじて残ったのが「児桜」で、後に品川区の調査によって、西光寺にしか存在しない固有の品種であることが判明した。

## 文化財
重要文化財
- 金小札色々威胴丸

1976年（昭和51年）6月5日指定。室町時代末期の作で、鎧を構成する小札の表面に金箔を押して鮫皮を胸板や脇板などに貼り、紅・萌黄・白・紫の4色の威毛で仕立てた、当時の畿内では最先端の華やかな意匠である。同時に当世具足への移行も見られ、草摺の間数を定数の8間から11間に増加させ、背面を防御する後立挙の板の段数も通例の3段に1段足した4段とするなどの構造をとる、過渡期の鎧である。1574年（天正2年）3月に織田信長から上杉謙信へ『洛中洛外図』（上杉本・国宝、米沢市上杉博物館所蔵）とともに贈られたと伝わるが、甲冑研究家の竹村雅夫は、それより古い1568年（永禄11年）2月に贈られたものの可能性が高いと推定している。同鎧は江戸時代前期に上杉家から会津藩主保科正之へ贈られ、明治時代に益田孝の所蔵となった後、1965年（昭和40年）に当時の西光寺住職で甲冑の愛好収集家でもあった芳賀実成（2001年没）が入手した。竹村は、意匠が他の謙信所用甲冑が持つ特徴と異なることと、着用の痕跡が見られないことから、同鎧は謙信の嗜好に合致しないため使われることなく保管され続け、ゆえに後代には贈答品にされたと考察している。なお、当初は胴に備わっていた大袖は上杉家に残り続け、現在は上杉神社が所蔵している（山形県指定有形文化財）。
品川区指定文化財
- 西光寺石造供養塔 3基

1978年（昭和53年）11月22日指定（有形民俗第3号）。いずれも江戸時代（17世紀中期）の作。

## 交通アクセス
- 大井町駅より徒歩8分。